# We Walk
„We Walk” – to utwór brytyjskiego indiepopowego zespołu The Ting Tings. Wydany został 23 lutego 2009 roku przez wytwórnię płytową Columbia Records jako szósty singel z ich debiutanckiego albumu studyjnego, zatytułowanego We Started Nothing. Twórcami tekstu utworu są Katie White i Jules De Martino, który zajął się też jego produkcją. Do singla nakręcono także teledysk, a jego reżyserią zajął się Ben IB. „We Walk” notowany był na 58. pozycji w notowaniu UK Singles Chart.

## Lista utworów
- UK promo CD single[3]

1. "We Walk" (Radio Edit) – 3:31
2. "We Walk" (Instrumental) – 4:04

## Pozycje na listach przebojów
| Kraj              | Lista (2009)    | Pozycja |
| ----------------- | --------------- | ------- |
| Belgia (Flandria) | Ultratip 50     | 8       |
| Wielka Brytania   | Singles Top 100 | 58      |